# América de Chimaltenango
El Chimaltenango FC es un equipo de fútbol con sede en Chimaltenango, Guatemala. El club juega como local en el Estadio Municipal de Chimaltenango, ubicado en la cabecera departemental. Es el equipo representante en eventos deportivos del mismo departamento.

## Historia
El equipo surgió por el equipo Rey América, cuadro que militaba en la liga municipal chimalteca, que consiguió de forma consecuiva títulos a nivel departamental.
Estos logros, hacen que se decida incursionar en el fútbol federado, ahora bajo el nombre de América Chimaltenango, comprando una ficha en la tercera división del fútbol guatemalteco en la temporada 2007-2008, de la mano del entrenador chimalteco Cesar Patzán, quien en ese primera temporada logra su ascenso a la Segunda División.
Es en la temporada 2008-2009 en la que el club logra su éxito más importante, pues pasa de ser el benjamín del torneo, a convertirse en el subcampeón del Torneo Apertura, perdiendo la gran final contra el club Teculután.
En el Torneo Clausura el equipo es eliminado en semifinales por la vía de los penales ante el equipo de Puerto de Iztapa, y el destino hizo que se debiese jugar un partido extra por el ascenso ante este mismo cuadro porteño, derrotándolo 1 a 0 en el Estadio Mpal. de Amatitlán, con gol de Heber Ochaeta, este equipo fue dirigido por el entrenador argentino Daniel Bertha
El cuadro de las "águilas chimaltecas" ascendió entonces para disputar la Primera División de Ascenso en la temporada 2009-2010, torneo donde los apuros económicos fueron el factor determinante para que no se lograran los puntos suficientes para mantenerse, y descender ese mismo torneo de vuelta a la Segunda Categoría.
En el torneo 2010-2011 América Chimaltenango no logró clasificar a la segunda fase en el Torneo Apertura, mientras que en el Clausura llegó hasta la ronda de cuartos de final donde fue eliminado en tiempos extras por el equipo de Lanquín.
Actualmente el equipo disputa el Torneo Apertura 2011, es entrenado por el uruguayo Richard Shmithd, quien busca clasificarlo a la segunda ronda.
En 2017 pasa a llamarse Chimaltenengo FC, logrando dos años después regresar a la Primera División de Guatemala.